# Barbara Krause (Schriftstellerin)
Barbara Krause (* 22. Oktober 1939 in Berlin) ist eine deutsche Schriftstellerin.

## Leben
Barbara Krauses Eltern waren kaufmännische Angestellte. Nach dem Abitur absolvierte sie ein Studium der Romanistik an der Humboldt-Universität zu Berlin, das sie mit Diplom abschloss. Ab 1963 arbeitete sie als wissenschaftliche Redakteurin und später als politische Mitarbeiterin verschiedener Organisationen, darunter eine fünfzehnjährige Tätigkeit in der Internationalen Demokratischen Frauenföderation (IDFF).
Seit 1983 lebt sie als freie Schriftstellerin in Berlin. Bis zur Wende veröffentlichte sie in der DDR vorwiegend Kinderbücher. Seit 1990 liegt der Schwerpunkt ihres Schaffens auf literarischen Künstler- und Schriftstellerbiographien, unter anderem über Camille Claudel, Frida Kahlo, Tina Modotti und Brigitte Reimann.

## Werkentwicklung und Rezeption
Nach zwei Titeln in der verbreiteten Kinderbuchreihe Die kleinen Trompeterbücher des Kinderbuchverlages und einem Heftroman in der ebenfalls viel gelesenen Krimireihe Blaulicht legte Krause 1980 ihre erste größere Prosaarbeit Ein Wochenende im August vor, die Jürgen Schulz im Bauernecho besprach. Die Geschichte sei „vielschichtig angelegt“, doch bleibe vieles „ungenau und an der Oberfläche“. Gelungen seien die Passagen, in denen „die Autorin sprachlich und gedanklich weniger ausschweifend und wortmalerisch arbeitet“. Erzählerisches Talent komme zur Geltung, „wenn sie ihr Verhältnis zur Natur, zu ihrem Kindheitsdorf und ihrem Lebensgefährten reflektiert, dann immer spricht sie den Leser an, fordert ihn zur Auseinandersetzung mit den Ereignissen“. Marianne Krumrey stellte in der Berliner Zeitung das Grundthema des Buches heraus: „Hier geht es um das Funktionieren sozialistischer Demokratie, um das Verhältnis zwischen Leitern und Mitarbeitern, um die Verantwortung eines Kommunisten in unserer Gesellschaft.“ Zur schriftstellerisch-handwerklichen Leistung schrieb sie: „Ist das Buch am Anfang auch etwas unkonzentriert geschrieben, gelingen nicht alle Episoden bedeutungsvoll, so versteht es die Autorin nach dem ersten Drittel doch, eine starke Spannung aufzubauen, souverän zu erzählen. Hier wird auch eine bemerkenswerte Figurenzeichnung deutlich. […] Alle werden mit Sympathie betrachtet und in ihren schlummernden Möglichkeiten verdeutlicht. Neben Menschenkenntnis und politischer Reife hat die Autorin hier vor allem ihre aus eigener beruflicher Tätigkeit gewonnenen Wirklichkeitserfahrungen eingebracht.“ In der Jungen Welt wies Gerda Gericke ebenfalls auf die „behutsame Menschenzeichnung“ hin. Allerdings würden „Konzeption und Gestaltung […] manche Debütantenschwächen“ kennzeichnen. Veronika Hansen setzte sich in der Nationalzeitung dezidiert mit dem Buch auseinander, so resümierte sie: „Der Anspruch den sie an sich selbst stellt, ist groß. Sie will im Zusammenhang mit der Lebensgeschichte einer jungen Frau eine Vielzahl gesellschaftlicher Probleme, Widersprüche und Zusammenhänge aufdecken. Die umfassende Wirklichkeitserkundung gelingt Barbara Krause aber nicht; sie dringt zumindest nicht in die Tiefe der Verhältnisse vor. Ihre Haltung bleibt seicht und versöhnlerisch.“ Besondere Kritik übte Hansen an der ihrer Meinung nach „vollkommen belanglosen“ Heranziehung von Zitaten vermeintlicher Vorbilder Krauses. Dagegen befand sie die konventionelle Erzähltechnik für gut, denn dadurch entstünde eine „abgerundete Geschichte“, auch wenn „mehr angetippt als gestaltet“ sei. Letztendlich sei das Buch „ein ‚Happy-end Roman‘ [sic] in gesellschaftskritischer Verpackung“.
In der Neuen Zeit fasste „S. K.“ das Nachfolgewerk Das weiße Schneckenhaus, das sich wieder an jüngere Leser richtet, als poetische Problembeschreibung bei der Bildung von Patchworkfamilien zusammen. Oftmals würden Kinder ihre aus Märchen gewonnenen Vorstellungen zum Beispiel vom Zusammenhalt von „Brüderchen und Schwesterchen“ auf die Realität übertragen. Diese Sehnsüchte und Erwartungen stünden jedoch oft im Widerspruch zur Realität. Erwachsene sollten, schließt die Rezension, darauf ein Augenmerk haben.
Zum im Jahr darauf erschienenen Jugendbuch Anna, die Widerspenstige bemerkte Ute Werner in der Berliner Zeitung, dass der Topos „Zwiespalt der Persönlichkeit“ hier in zeitgemäßer Ausgestaltung auftrete. Krause beweise „mit diesem ungemein frischen und fordernden Jugendbuch erneut vielseitiges Erzähltalent“.
Mit den nach der Wende veröffentlichten Romanbiographien kehrte sie gewissermaßen zu ihrem Anfang zurück, als sie (damals noch für Kinder) die Kosmonautin Valentina Tereschkowa porträtiert hatte.

## Werke
- Das Mädchen aus Maslennikow (= Die kleinen Trompeterbücher; Nr. 103). Kinderbuchverlag, Berlin 1974.
- Samakina (= Die kleinen Trompeterbücher; Nr. 118). Kinderbuchverlag Berlin 1976.
- Der weiße Skoda (= Blaulicht; Nr. 171). Verlag Das Neue Berlin, Berlin 1976.
- Ein Wochenende im August. Verlag Neues Leben, Berlin 1980 (ab 3. Auflage, 1986, ISBN 3-355-00237-2).
- Das weiße Schneckenhaus. Illustrationen von Gisela Röder. Kinderbuchverlag, Berlin 1983.
- Anna, die Widerspenstige. Verlag Neues Leben, Berlin 1984 (ab 2. Auflage, 1987, ISBN 3-355-00444-8).
- Wendelins Königreich (= Die kleinen Trompeterbücher; Nr. 188). Kinderbuchverlag, Berlin 1989, ISBN 3-358-01206-9.
- Camille Claudel. Ein Leben im Stein. Verlag Neues Leben, Berlin 1990, ISBN 3-355-01042-1.
- Der Elefant aus Sandelholz. Kriminalerzählung (= Blaulicht; Nr. 283), Verlag Das Neue Berlin, Berlin 1990.
- Das zweite Sektglas. Kriminalerzählung (= Reiher Bücher; Reiher Crime). Reiher, Berlin 1991, ISBN 3-910163-60-2.
- Diego ist der Name der Liebe. Das Schicksal der Frida Kahlo. Roman. Verlag Neues Leben, Berlin 1992, ISBN 3-355-01350-1.
- Der verbrannte Schmetterling. Tina-Modotti-Roman. Verlag Neues Leben, Berlin 1993, ISBN 3-355-01400-1.
- Gefesselte Rebellin Brigitte Reimann. Biographischer Roman. Verlag Neues Leben, Berlin 1994, ISBN 3-355-01421-4.
- Das Glück ist eine Insel. Irische Reise (= Herder-Spektrum; Band 4525). Herder, Freiburg im Breisgau/Basel/Wien 1996, ISBN 3-451-04524-9.
- Der blaue Vogel auf meiner Hand. Marianne Werefkin und Alexej Jawlensky. Romanbiographie (= Herder-Spektrum; Band 4677). Herder, Freiburg im Breisgau/Basel/Wien 1998, ISBN 3-451-04677-6.
- Die Farben des verlorenen Paradieses. Marc Chagall. Romanbiographie. Herder, Freiburg im Breisgau/Basel/Wien 2002, ISBN 3-451-27828-6.
- Die kleine Frau. Eine Erzählung. Mit Bildern von Katharina Gutknecht. Verlag am Goetheanum, Dornach 2003, ISBN 3-7235-1193-7.
- Die Frauen von Swetaner Holz. Projekte-Verlag Cornelius, Halle 2009, ISBN 978-3-86634-762-5.